# Zahrīkār
Zahrīkār (persiska: زهريكار) är en ort i Iran.   Den ligger i provinsen Hormozgan, i den sydöstra delen av landet, 1 300 km sydost om huvudstaden Teheran. Zahrīkār ligger 31 meter över havet och antalet invånare är 263.
Terrängen runt Zahrīkār är huvudsakligen platt, men norrut är den kuperad. Runt Zahrīkār är det mycket glesbefolkat, med 7 invånare per kvadratkilometer. Närmaste större samhälle är Gohert, 9,6 km söder om Zahrīkār. Trakten runt Zahrīkār är ofruktbar med lite eller ingen växtlighet.